# Iskandar Johor Open
O Iskandar Johor Open foi um torneio de golfe realizado na Malásia como integrante do calendário anual do Circuito Asiático. Foi realizado pela primeira vez em 2007 no Royal Johor Country Club, no distrito de Johor Bahru.
Em 2011, o Johor Open foi adicionado ao calendário do circuito europeu da PGA. Nesta edição, que foi encurtada para 54 buracos por causa do mau tempo, o holandês Joost Luiten sagrou-se campeão com 198 (–15) pontos.

## Campeões
Torneio do Circuito Asiático
- 2012: Sergio García –  Espanha

Cossancionado pelo Circuito Asiático e pelo Circuito Europeu
| Ano  | Campeão      | País          | Pontuação | Par | Margem   | Vice-campeão  |
| ---- | ------------ | ------------- | --------- | --- | -------- | ------------- |
| 2011 | Joost Luiten | Países Baixos | 198*      | −15 | 1 tacada | Daniel Chopra |

* Encurtado para 54 buracos por causa do mau tempo
Antes do cossancionamento ao Circuito Asiático e ao Circuito Europeu
- 2010 Pádraig Harrington –  Irlanda
- 2009 K. J. Choi –  Coreia do Sul
- 2008 Retief Goosen –  África do Sul
- 2007 Artemio Murakami –  Filipinas